# Deutsche Texte des Mittelalters

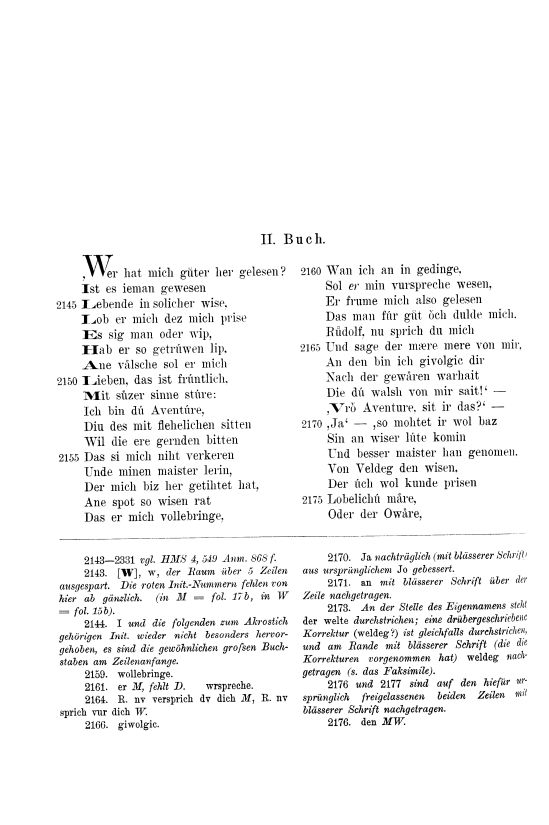
Abbildung aus DTM Bd. 2 von 1905

Deutsche Texte des Mittelalters (DTM, auch DTdM) ist ein bedeutendes altgermanistisches Editions-Unternehmen.
Der erste Band erschien 1904 und galt Friedrich von Schwaben. Bis 2006 kamen 86 Bände heraus.
Die Reihe wurde von der Berlin-Brandenburgischen Akademie der Wissenschaften (BBAW) getragen. Das Projekt ist an der BBAW abgeschlossen.

## Aufgaben
Die Aufgaben beschreibt folgendes Zitat:
„Die ursprüngliche Aufgabenstellung der DTM, die handschriftengetreue Edition der ‚bisher ungedruckten prosaischen und poetischen Literaturwerke des 13. bis 16. Jahrhunderts‘, ‚die nach Inhalt, Sprache und künstlerischer Form einen Anspruch darauf haben, der wissenschaftlichen Arbeit leicht zugänglich zu sein‘, von Gustav Roethe 1904 formuliert, ist längst erweitert, da auch Sachtexte und unzureichend edierte oder nur in seltenen Frühdrucken vorhandene Texte aufgenommen werden und die Überlieferung im Apparat repräsentativ dokumentiert wird. Der Text wird nach dem Leithandschriftenprinzip ediert, d. h., er basiert auf dem Überlieferungszeugen, der als der am besten geeignete erkannt wurde. Fehler und Auslassungen werden korrigiert bzw. ergänzt, in der Regel mit Hilfe anderer, möglichst verwandter Handschriften. Jeder Herausgebereingriff wird durch Kursivierung gekennzeichnet, und der überlieferte Wortlaut wird im Lesartenapparat festgehalten. Die Einleitung enthält eine genaue Beschreibung der Leithandschrift (Äußeres, Entstehungszeit und -ort, Aufbau, Schrift, Sprache, Inhalt), Angaben zur Überlieferung und eine Darlegung der Editionsprinzipien. Das Namen- sowie das Wortverzeichnis am Schluss des Bandes führen alle im Text vorkommenden Namen mit kurzen Erklärungen und alle in mittelhochdeutschen Wörterbüchern nicht oder lückenhaft erklärten Wörter mit deren im betreffenden Text belegten Bedeutungen auf.“

## Handschriftenarchiv
Angegliedert ist das Handschriftenarchiv, das große Mengen handschriftlicher Beschreibungen deutschsprachiger Handschriften des Mittelalters verwahrt und diese neuerdings digitalisiert zugänglich macht.